# Retrato do artista segurando um cardo (Dürer)
Retrato do Artista Segurando um Cardo (ou Eryngium) é uma pintura a óleo sobre pergaminho colada sobre tela do artista alemão Albrecht Dürer. Pintado em 1493, é o primeiro dos autorretratos pintados por Dürer e foi identificado como um dos primeiros autorretratos pintados por um artista do Norte. Foi adquirido em 1922 pelo Louvre, em Paris.
Dürer olha para o espectador com uma expressão facial psicologicamente complexa, mas bastante melancólica, reservada e séria. Durante o século XV, os cardos eram símbolos da fidelidade conjugal masculina.

## História
Em 1493, Dürer tinha 22 anos e trabalhava em Estrasburgo. Ele completou seu aprendizado com Michael Wolgemut e se casaria com Agnes Frey em 7 de julho de 1494.
A data e a planta na mão do artista parecem sugerir que se trata de um retrato de noivado (Brautporträt). Na verdade, Dürer se retratou oferecendo um spray de flores identificado pelos botânicos como Eryngium amethystinum: seu nome alemão é "Mannestreue", que significa fidelidade conjugal. Assemelhando-se ao cardo (que dá título ao retrato), esta planta umbelífera é usada na medicina e é considerada um afrodisíaco. Também pode ter significado religioso; a mesma planta em forma de contorno está inscrita no fundo dourado da pintura de Dürer, Cristo como o Homem das Dores (1493-94).
Dürer tinha temperamento inclinado a dúvidas filosóficas. Ele frequentemente analisava seu próprio rosto em efígies desenhadas ou pintadas – às vezes idealizando-o, às vezes não. As linhas escritas ao lado da data nesta pintura revelam a intenção filosófica e cristã da obra:
Myj sach morre gat 
Als es oben schtat.
Em outras palavras (e liberalmente): ¨meus negócios seguem o curso que lhes foi atribuído no alto¨. O casamento determinou em parte o seu destino – o noivo coloca a sua vida futura nas mãos de Deus
Em 1805, Goethe viu uma cópia deste retrato no museu de Leipzig e descreveu-a como de "valor inestimável". De acordo com Lawrence Gowing, que o chama de "o mais francês de todos os seus quadros", o Retrato do Artista Segurando um Cardo é singular entre as pinturas de Dürer, pois "o toque é mais livre e a cor mais iridescente do que em qualquer outra pintura que alguém lembre".